# اتاسیزین
اتاسیزین (انگلیسی: Ethacizine) یک داروی ضد آریتمی دسته Ic شبیه به موراسیزین است. این دارو برای درمان آریتمی‌های بطنی و فوق بطنی شدید و/یا مقاوم به درمان، به ویژه آنهایی که با بیماری قلبی همراه هستند، و درمان تاکی‌کاردی مقاوم به درمان مرتبط با سندرم ولف پارکینسون وایت کاربرد دارد.